# Корб
Корб (нім. Korb) — громада в Німеччині, знаходиться в землі Баден-Вюртемберг. Підпорядковується адміністративному округу Штутгарт. Входить до складу району Ремс-Мур.
Площа — 8,45 км2. Населення становить 10 831 ос. (станом на 31 грудня 2020).